# Sphaerophoria altaica
Sphaerophoria altaica är en tvåvingeart som beskrevs av Violovitsh 1976. Sphaerophoria altaica ingår i släktet sländblomflugor, och familjen blomflugor. Inga underarter finns listade i Catalogue of Life.